# گمینا زابیژوو
گمینا زابیژوو (به لهستانی:  Gmina Zabierzów) یک گمینا در لهستان است که در شهرستان کراکوف واقع شده‌است. گمینا زابیژوو ۹۹٫۵۹ کیلومتر مربع مساحت و ۲۲٬۳۸۷ نفر جمعیت دارد.